# Carolyn McCarthy
Carolyn McCarthy (Nova Iorque, 5 de janeiro de 1941 – Fort Myers, 26 de junho de 2025) foi uma política e enfermeira dos Estados Unidos, que representou o 4º distrito congresional de Nova Iorque na Câmara dos Representantes dos Estados Unidos.

## Carreira
Atuou como membro democrata da Câmara dos Representantes dos Estados Unidos, representando o 4º distrito congressional de Nova York de 1997 a 2015. Nascida na comunidade suburbana de Long Island, em Mineola, Nova York, ela trabalhava como enfermeira e era republicana registrada. No entanto, ela foi motivada a entrar na política depois que seu marido foi morto e seu filho foi ferido no tiroteio de 1993 na Long Island Rail Road. Ela se tornou uma defensora da legislação de controle de armas e, em 1996, foi eleita para a Câmara como democrata, derrotando um republicano. Ela cumpriu um total de nove mandatos.
Em 8 de janeiro de 2014, ela anunciou que não concorreria à reeleição em novembro, alegando saúde; ela se aposentou em janeiro de 2015 e foi sucedida pela colega democrata Kathleen Rice.

## Morte
Sua morte em Fort Myers, Flórida, foi anunciada em 26 de junho de 2025, aos 81 anos.